# Reek of Putrefaction
Reek of Putrefaction (1988) is het eerste album van de Britse band Carcass. In tegenstelling tot het meer deathgrind-georiënteerde geluid van Symphonies of Sickness, ligt dit album meer tegen grindcore aan. De nummers zijn kort en furieus, terwijl het volgende album langere en strakkere nummers heeft. De tekstuele stijl was geïnspireerd door bands als  Repulsion en bleek trendsettend voor een hele generatie grindcore bands (het "goregrind subgenre") in de jaren negentig.

## Bezetting tijdens opname
- Bill Steer
- Jeff Walker
- Ken Owen

## Tracklisting
1. Genital Grinder 01:32
2. Regurgitation of Giblets 01:24
3. Maggot Colony 01:37
4. Pyosisified (Rotten to the Gore) 02:55
5. Carbonized Eye Sockets 01:11
6. Frenzied Detruncation 00:59
7. Vomited Anal Tract 01:45
8. Festerday 00:22
9. Fermenting Innards 02:35
10. Excreted Alive 01:21
11. Suppuration 02:19
12. Foeticide 02:46
13. Microwaved Uterogestation 01:24
14. Feast on Dismembered Carnage 01:27
15. Splattered Cavities 01:54
16. Psychopathologist 01:18
17. Burnt to a Crisp 02:43
18. Pungent Excruciation 02:31
19. Manifestation of Verrucose Urethra 01:02
20. Oxidised Razor Masticator 03:13
21. Mucopurulence Excretor 01:09
22. Malignant Defecation 02:14